# Piotr Chojnacki (duchowny)

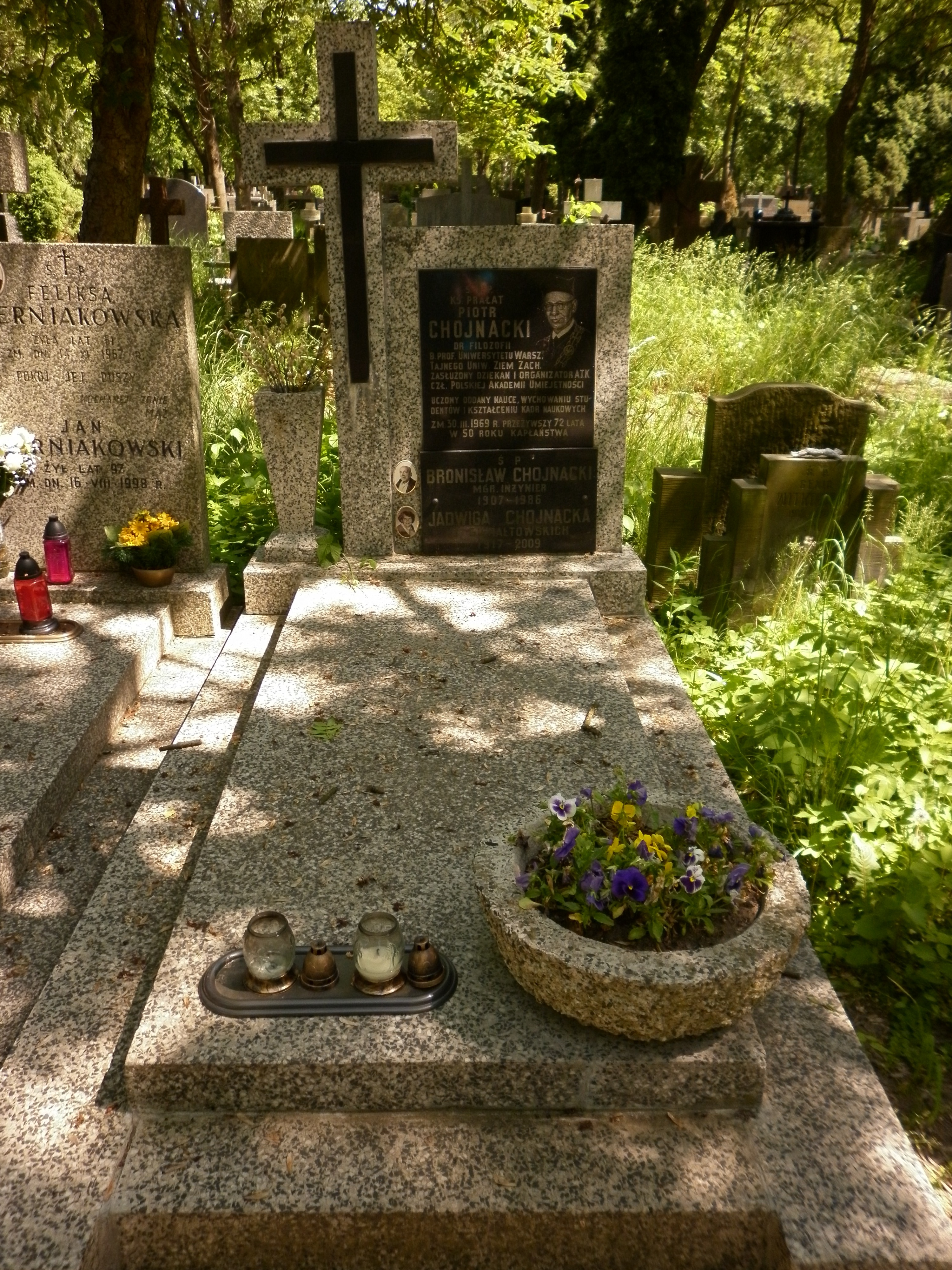
Grób ks. Piotra Chojnackiego na cmentarzu Powązkowskim w Warszawie

Piotr Julian Chojnacki (ur. 31 stycznia 1897 w Mydlicach, zm. 30 marca 1969 w Warszawie) – polski duchowny katolicki, teolog, historyk filozofii, psycholog, etyk, profesor Uniwersytetu Warszawskiego i Akademii Teologii Katolickiej w Warszawie.

## Życiorys
Był synem urzędnika kolejowego Adama i Bronisławy z domu Kosztowniak. Kształcił się w gimnazjum w Kielcach, w latach 1913–1917 studiował w Seminarium Duchownym w Kielcach. Po przyjęciu święceń kapłańskich kontynuował studia filozoficzne na uniwersytecie we Fryburgu Bryzgowijskim (1917-1921) oraz filozoficzne i psychologiczne na uniwersytecie w Louvain (1922-1923). Studiował także w Paryżu (Institut Superieur de Psychologie, College de France, Sorbona). We Fryburgu obronił doktorat filozofii (1922, praca o etyce Kanta), a w 1926 na UW doktorat z filozofii chrześcijańskiej; w 1928 został docentem (po przedstawieniu pracy Pojęcia i wyobrażenia w świetle psychologii i epistemologii). Kierował Katedrą Filozofii Chrześcijańskiej na UW (1928-1954), od 1936 był profesorem nadzwyczajnym, od 1947 profesorem zwyczajnym. Brał udział w tajnym nauczaniu – wykładał historię filozofii i psychologię myślenia w Uniwersytecie Ziem Zachodnich w Warszawie oraz na tajnych kursach uniwersyteckich w Kielcach. Od 1954 był profesorem Akademii Teologii Katolickiej, kierował Katedrą Logiki, Ogólnej Metodologii Nauk i Teorii Poznania (do przejścia na emeryturę w 1967) oraz pełnił funkcję dziekana Wydziału Filozofii Chrześcijańskiej (1954-1964).
Przedmiotem jego zainteresowań naukowych była historia filozofii, psychologia myślenia, metodologia nauk humanistycznych i etyka. Zainicjował badania porównawcze nad filozofią Kanta i Tomasza z Akwinu, szczególnie w kwestii poznania intelektualnego. Postawił tezę antropologiczną, według której człowiek jest zarazem rozumnym zwierzęciem i genialnym wytwórcą.
Spoczywa na cmentarzu Powązkowskim (kwatera 121-6-21).
Niektóre prace:
- Wolność woli ze stanowiska psychologii empirycznej i filozofii (1931)
- Postulaty i logika budowy i rozbudowy filozofii tomistycznej (1932)
- U podstaw krytycyzmu filozofii tomistycznej (1932)
- Czy istnieje filozofia specyficznie chrześcijańska? (1934)
- Struktura psychiczna sądu i jego współczynniki uczuciowe (1934)
- Biologiczna i noetyczna koncepcja świadomości (1937)
- Elementy filozofii chrześcijańskiej (1938)
- Filozofia przyrody i psychologia (1939)
- Społeczeństwo a osobowość jednostek (1947)
- Podstawy filozofii chrześcijańskiej (1955)
- Dwie koncepcje epistemologiczne metafizyki u św. Tomasza z Akwinu i ich źródła (1963)
- Geneza i uprawomocnienie pojęć właściwych filozofii według Husserla i według arystotelizmu (1967)
- Teoria poznania (1969)

Był członkiem korespondentem Towarzystwa Naukowego Warszawskiego (od 1946), członkiem Polskiego Towarzystwa Teologicznego w Krakowie (1947), członkiem Towarzystwa Naukowego KUL (1952). Miał opinię wybitnego dydaktyka.
Mieszkał w domu Stowarzyszenia Mieszkaniowego Spółdzielczego Profesorów UW na Sewerynowie.
W PRL związany z ruchem księży patriotów.